# 빨간 핸드백
《빨간 핸드백》은 KBS W의 텔레비전 프로그램이다.

## 방송 개요
- 최근 급증하는 여성이 가해자인 사건을 소재로 사건에 이면에 숨겨진 여성의 심리를 추리하는 국내 최초 여성 범죄 심리 토크 프로그램

## 방송 시간
- 매주 토요일 밤 12:00

## 출연자
- 이휘재
- 양재진
- 황석정
- 곽정은
- 현영
- 배상훈